# روبن هوستون
روبن هوستون (بالإنجليزية: Reuben Houston)‏ هو لاعب كرة قدم أمريكية أمريكي، ولد في 30 أكتوبر 1982 في ميامي في الولايات المتحدة.